# Xenomusa monoda
Xenomusa monoda là một loài bướm đêm trong họ Geometridae.